# Leonardo de Jesus Geraldo
Leonardo de Jesus Geraldo (São Luís, 4 agosto 1985) è un ex calciatore brasiliano, di ruolo terzino e centrocampista.

## Palmarès

### Club

#### Competizioni nazionali
- Campionato greco: 2

Olympiakos: 2007-2008, 2008-2009
- Coppa di Grecia: 2

Olympiakos: 2007-2008, 2008-2009